# Reuzenbladhaan
De reuzenbladhaan, ook wel reuzengoudhaan of reuzenhaan (Timarcha tenebricosa) is een keversoort uit de familie bladkevers (Chrysomelidae). De wetenschappelijke naam van de soort werd in 1775 gepubliceerd door Johann Christian Fabricius.
De reuzenbladhaan is de grootste vertegenwoordiger van de familie bladkevers die voorkomt in België en Nederland. De kever kan een lengte bereiken van 1,5 tot 2 centimeter, en valt op door het bolle lichaam. Zowel de larve als de volwassen kevers leven van planten, de larven hebben een voorkeur voor kleefkruid (Galium aparine). De kever beweegt zich traag voort. De rugschilden zijn met elkaar vergroeid en hij kan ook niet vliegen.

## Verspreiding en habitat
De reuzenbladhaan komt voor in delen van centraal en zuidelijk Europa. De oostelijke grens van het verspreidingsgebied ligt in Oekraïne, ook in de Krim komt de kever geïsoleerd voor. De zuidelijkste grens is een strook in noordelijk Italië, op enkele eilanden vlak voor de kust zijn ook populaties bekend, zoals Ischa en Elba, op de grotere eilanden zoals Sardinië ontbreekt de soort. Westelijk komt de reuzenhaan voor tot in Spanje in de Pyreneeën. In het noorden van Europa ontbreekt de soort in grote delen, het verspreidingsgebied beslaat ongeveer de lijn zuidelijk Polen-Nederland. De reuzenhaan komt ook voor in Groot-Brittannië, hier is de kever redelijk algemeen, en komt voor tot het zuiden van Schotland. Ook in zuidelijke delen van Ierland is de soort te vinden.
In België en Nederland is de soort zeldzaam, in Nederland komt de kever alleen nog voor in Limburg en de IJsselvallei.
De kever bewoont graslanden, heggen en andere open plaatsen waar de favoriete voedselplanten groeien, dit zijn leden uit het geslacht walstro (Galium). De kevers zijn in delen van het verspreidingsgebied vaak niet algemeen en zijn kwetsbaar voor handelingen door de mens, zoals het maaien van planten zoals grassen en hagen. Hierdoor hebben de larven niet genoeg tijd om zich te ontwikkelen. Een andere belangrijke bedreiging vormt het verkeer, vele kevers worden doodgereden op wegen. Ook landschapsverandering waardoor de voedselplantenverdwijnen heeft een negatieve impact. Ten slotte worden de kevers soms gedood vanwege hun vermeende giftigheid voor de mens. De waardplant komt in Nederland algemeen voor; maar omdat de kever zich alleen langzaam lopend kan verspreiden zal hij niet makkelijk geïntroduceerd worden in een potentieel geschikt leefgebied dat geen continuïteit heeft met een al bestaand leefgebied.

## Uiterlijke kenmerken

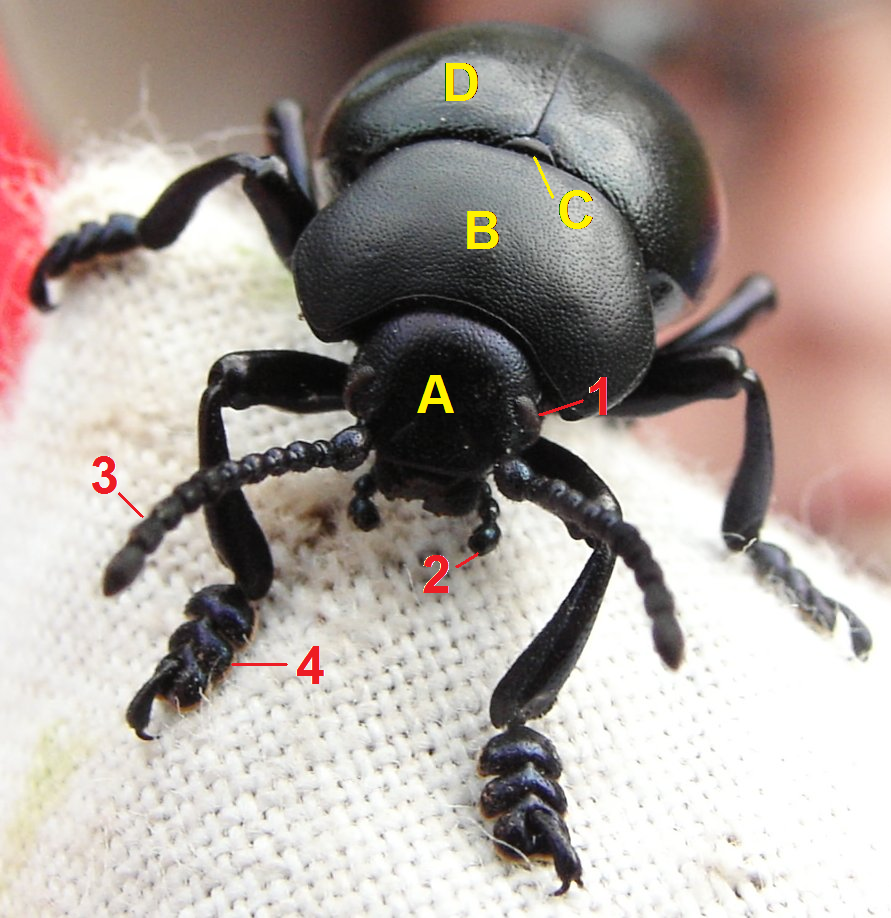
Enkele lichaamsdelen van de reuzenbladhaan:

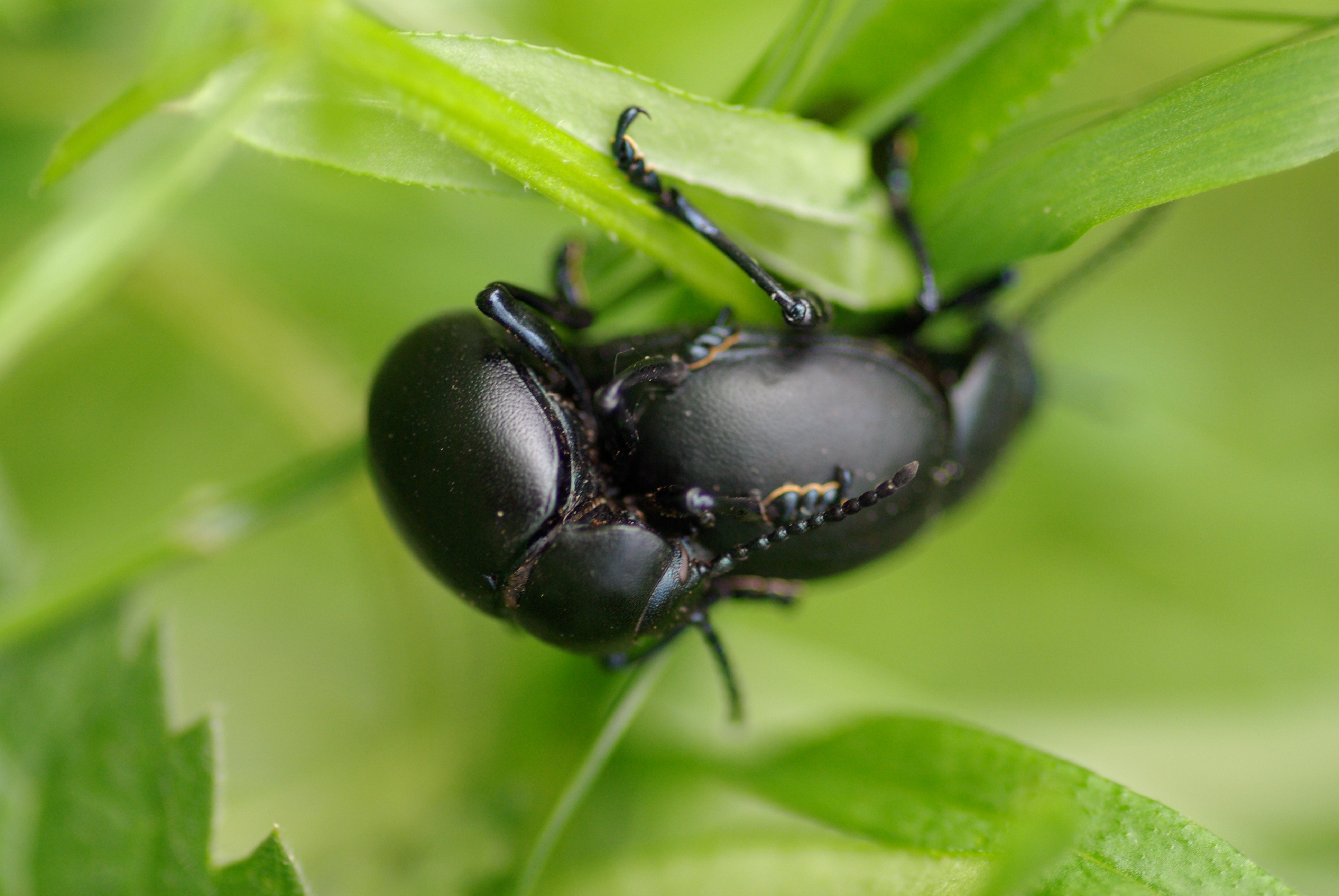
Paring van de reuzenhaan.

De reuzenbladhaan wordt 15 tot 20 millimeter lang en lijkt uiterlijk enigszins op de bekendere mestkevers. De reuzenbladhaan heeft een karakteristieke bolle lichaamsvorm en het lichaam is gitzwart van kleur met een licht iriserende glans. Opvallend zijn ook de lange poten waardoor het lijf hoog op de poten staat. Zowel de dekschilden, het halsschild als het kopschild zijn niet glanzend maar hebben een dof oppervlak, ze zijn voorzien van talrijke zeer kleine putjes die de dofheid veroorzaken.
De kop of caput is naar onderen gekromd en is aan de bovenzijde voorzien van het kopschild. De facetogen aan weerszijden van de kop zijn het enige lichaamsdelen die niet zwart gekleurd zijn, ze hebben een donkerrode kleur. De ogen bestaan uit vele kleine deeloogjes die de ommatidia worden genoemd. De palpen zijn dik en de segmenten zijn afgerond waardoor ze doen denken aan een kralenketting. Met name de uiteinden van de palpen zijn verdikt. Hetzelfde geldt voor de antennes, die echter veel langer zijn dan de palpen. De antenneleden zijn rond en bol van vorm, de antenne bestaat altijd uit elf zichtbare leden waarvan de uiteinden duidelijk groter zijn dan de andere leden.
Het borststuk of thorax van kevers draagt de vleugels en de poten. Net als andere kevers heeft de reuzenbladhaan twee paar vleugels aan de bovenzijde van het borststuk en drie paar poten aan de onderzijde. Het voorste deel van het borststuk is gelegen onder het halsschild en het achterste deel is onder de dekschilden geborgen. De dekschilden zijn in feite gemodificeerde vleugels, net als bij alle kevers zijn de voorvleugels veranderd in een verhard bovenste vleugelpaar. Onder de dekschilden zijn de achtervleugels gelegen, dit zijn vliezige en dunne vleugels die onder de dekschilden worden gehouden. De achtervleugels worden bij de kevers gebruikt vrijwel altijd om mee te vliegen. De reuzenbladhaan echter is het vermogen om te vliegen verloren. De achtervleugels zijn nog wel aanwezig maar kunnen niet worden gebruikt, aangezien de dekschilden met elkaar zijn vergroeid. Het feit dat een kever wel volledig ontwikkelde vleugels heeft maar niet in staat is om te vliegen komt ook voor bij andere soorten, zoals een aantal schallebijters (Carabus) uit de familie loopkevers. Voor de dekschilden is het halsschild aanwezig dat sterk vergroot en afgerond is en een deel van de kop beschermd. Tussen de dekschilden is in het midden aan de voorzijde het scutellum gelegen, dit is een kleine driehoekige structuur.
De poten zijn opvallend door de verdikte uiteinden, die de tarsen worden genoemd. De tarsen zijn duidelijk spatelachtig verbreed, en zijn aan de onderkant voorzien van een goudgele kleur beharing. De verbrede poten dienen om zich beter aan bladeren vast te kunnen houden. In tegenstelling tot de meeste kevers worden de poten enigszins recht gehouden, waardoor de kever duidelijk boven het substraat verheven is.
Het achterlijf of abdomen is geheel verborgen onder de dekschilden aan de achterzijde van het lichaam. Het achterlijf bevat de belangrijkste organen, zoals de ademhalingsorganen, het spijsverteringsstelsel en het voortplantingsapparaat. Het achterlijf is aan de bovenzijde bedekt met beschermende platen die de dorsale platen of tergieten worden genoemd, aan de onderzijde zijn de ventrale platen gelegen die worden aangeduid met sternieten.

### Onderscheid met andere soorten
De reuzenbladhaan is in vergelijking met andere grotere kevers een vrij kleine soort. Binnen België en Nederland is de kever met slechts weinig soorten te verwarren, andere grote kevers zoals het vliegend hert (8 cm), het klein vliegend hert (19 tot 30 mm) of de geelgerande watertor hebben een sterk afwijkende lichaamsvorm. De spinnende watertorren (1 tot 4 cm) zijn eveneens diepzwart van kleur maar zijn op het water aangepast en hebben een glad lichaamsoppervlak. Sommige mestkevers uit de familie Geotrupidae zijn echter op het eerste gezicht te verwarren, zoals de voorjaarsmestkever (Geotrupes vernalis) en de gewone mestkever (Geotrupes spiniger). Mestkevers hebben in vergelijking met de reuzenbladhaan zeer korte en dunne antennes die eindigen in een opvallend verbrede waaiervorm en zijn nooit opgebouwd uit kraalachtige segmenten zoals bij de reuzenbladhaan het geval is. Ze zijn meestal ook groter tot 25 millimeter.
Verwante kevers uit het geslacht Timarcha zijn echter lastiger uit elkaar te houden. In België en Nederland komen inclusief de reuzenhaan drie soorten voor, de andere twee zijn Göttingens haantje (Timarcha goettingensis) en Timarcha metallica, deze laatste soort heeft nog geen Nederlandstalige naam. Ze verschillen voornamelijk in lengte, Göttingens haantje wordt ongeveer 8 tot 11 millimeter lang en heeft ongeveer dezelfde kleur. Timarcha metallica wordt nog kleiner en bereikt een lichaamslengte van 5 tot 10 millimeter en heeft daarnaast een bronsachtige kleur.

## Levenswijze

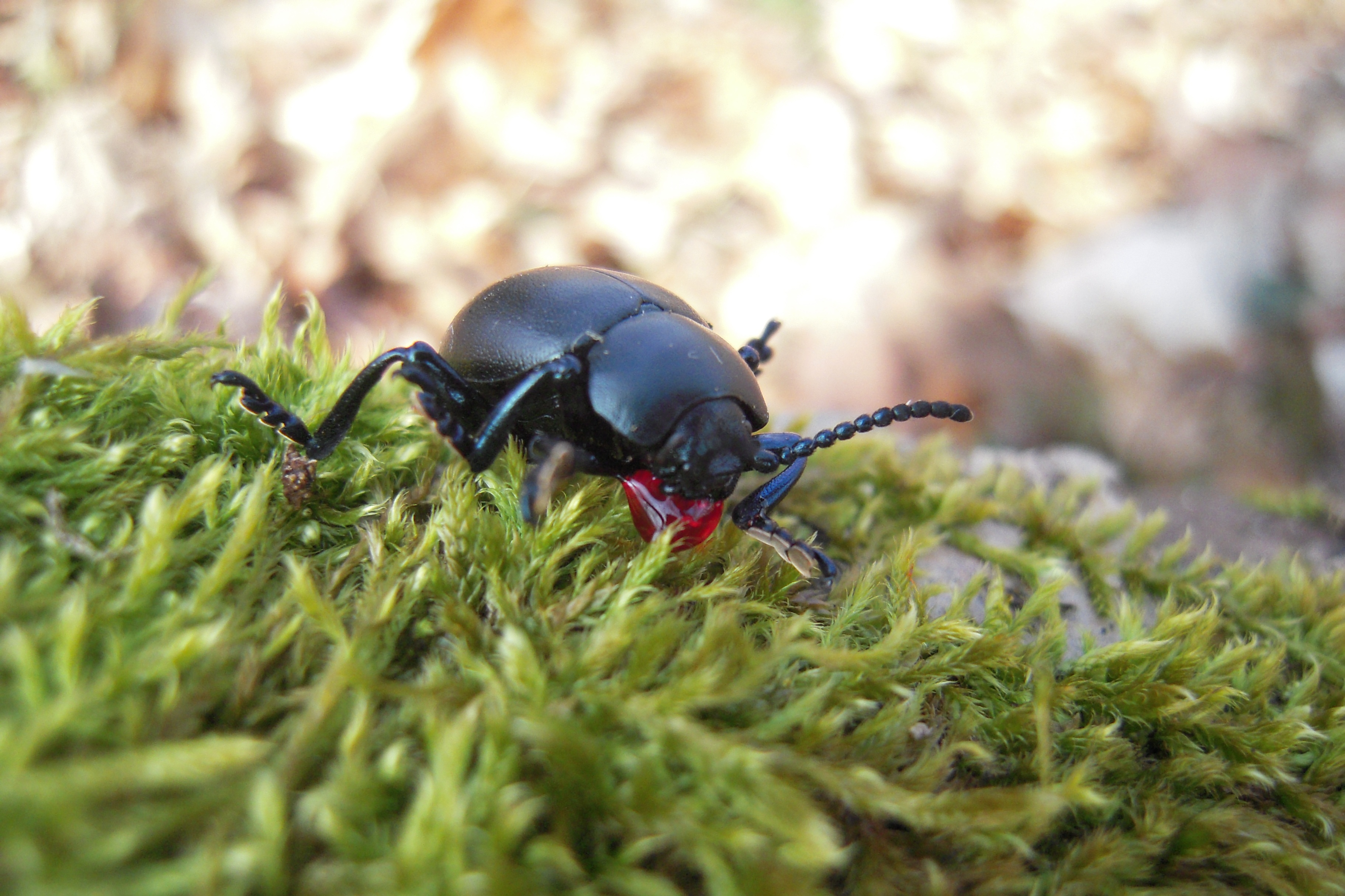
Het reflexbloed is rood van kleur.

De reuzenhaan is voornamelijk 's nachts actief en verstopt zich overdag. De kever is overdag vooral te vinden onder stukken mos of onder stenen.
De reuzenbladhaan wordt gepredeerd door verschillende dieren, zoals vogels, hagedissen en rovende zoogdieren zoals muizen. De kever heeft een verdedigingsmechanisme dat lijkt op die van de oliekevers (Meloidae) en sommige lieveheersbeestjes (Coccinellidae). De kever scheidt bij bedreiging een vloeistof af die helder rood van kleur is en dient om af te schrikken. Een dergelijk verschijnsel wordt wel reflexbloeden genoemd. De substantie bestaat slechts deels uit het kleurloze bloed van de kever en een deel bestaat uit een afweerstof die een rode kleur heeft. Als de kever aanhoudend wordt aangevallen houdt het dier zich dood.
De reuzenhaan is een planteneter en net als veel andere herbivore insecten heeft de kever zich gespecialiseerd in een bepaalde groep planten, die de waardplanten worden genoemd. Met name de larven zijn gebonden aan de waardplanten, de volwassen kevers eten ook wel van andere planten. De belangrijkste waardplanten van de larven van de reuzenhaan komen uit het geslacht walstro, en met name kleefkruid (Galium aparine) wordt veel gebruikt als voedselbron voor de larven. De larven vallen door hun zwarte glimmende lichaam en hun grootte goed op tussen de planten en verstoppen zich niet. Ze zijn net als de volwassen kevers oneetbaar.

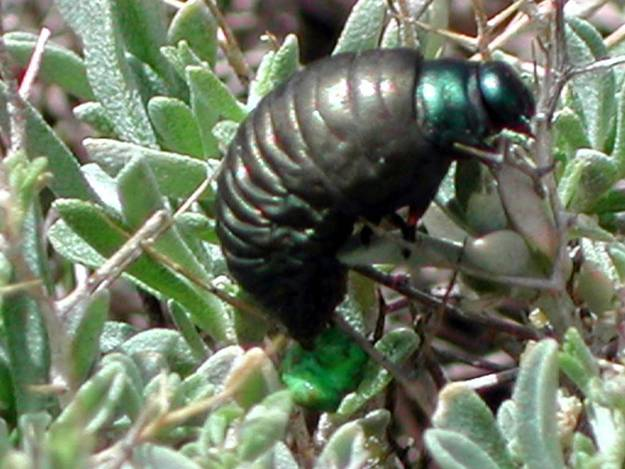
Larve van de sterk gelijkende soort Timarcha lugens.

Net als alle kevers begint de reuzenhaan zijn leven in een ei waaruit een wormachtige larve kruipt, die na enige stadia verpopt waarna de volwassen kever verschijnt. De imagines komen in het voorjaar uit hun pop en de mannetjes zoeken de vrouwtjes op. Deze leggen vervolgens eitjes aan de onderzijde van bladeren ven bepaalde planten. De eitjes zijn geelwit van kleur, ovaal van vorm en slechts enkele millimeters lang. De planten die de kever gebruikt als afzetplaats van de eieren dienen ook als voedsel van de larven van de kever. De larven zijn opvallend door het plompe, zakachtige lichaam en de zwarte, metalige kleur.
De larven leven van april tot september op planten, en verpoppen zich in de bodem. Aan het eind van de zomer komen ze uit waarna weer een paring volgt. De eitjes overwinteren en in het voorjaar komt de volgende generatie tevoorschijn. De volwassen kevers zijn voornamelijk te zien van april tot juni. Ze kunnen vrij oud worden, van in gevangenschap gehouden exemplaren is bekend dat ze meer dan zes maanden kunnen leven.

## Naamgeving en taxonomie
In de Engelse taal wordt de kever aangeduid met 'bloedneuskever' (bloody-nosed beetle) wat slaat op het verdedigingsmechanisme. De Duitstalige naam tatzenkäfer betekent 'geklauwde kever' en slaat op de verbrede tarsen.
De wetenschappelijke naam Timarcha tenebricosa werd voor het eerst beschreven door Johann Christian Fabricius in 1775. De soortnaam tenebrosica is afgeleid van het Latijnse 'tenebrosicus', wat 'donker' betekent.
De reuzenhaan behoort tot de bladkevers, een grote familie van kevers die op planten leeft. Het is een van de grotere soorten bladkevers. Het geslacht Timarcha waartoe de kever behoort wordt vertegenwoordig door ongeveer 70 soorten, die vrijwel allemaal op elkaar lijken.